# Maței
Maței – wieś w Rumunii, w okręgu Alba, w gminie Scărișoara. W 2011 roku liczyła 38 mieszkańców.